# Chuck Swan Fire Lookout Tower
La Chuck Swan Fire Lookout Tower est une tour de guet du comté d'Union, dans le Tennessee, aux États-Unis. Située à 507 mètres d'altitude, cette tour en acier est haute d'environ 30,5 mètres. Construite vers 1934 par le Civilian Conservation Corps, elle est inscrite au Registre national des lieux historiques depuis le 28 juin 2021.